# Phyllium gantungense
Phyllium gantungense är en insektsart som beskrevs av Hennemann, Conle, Gottardo och Bresseel 2009. Phyllium gantungense ingår i släktet Phyllium och familjen Phylliidae. Inga underarter finns listade i Catalogue of Life.